# Walter Neubauer
Walter Neubauer (* 6. Februar 1938 in Hartmannshof, Bayern) ist ein emeritierter Professor für Arbeits-, Organisations- und Wirtschaftspsychologie am Institut für Psychologie der Rheinischen Friedrich-Wilhelms-Universität Bonn. Seine Schwerpunkte in Forschung und Lehre sind Führung, Organisationskultur, Selbstkonzept und Konfliktbewältigung in pädagogisch-psychologischer Perspektive.

## Leben
Walter Neubauer studierte von 1959 bis 1963 Psychologie an der Friedrich-Alexander-Universität der Universität Erlangen-Nürnberg in Erlangen. Nach der Diplom-Hauptprüfung war er von 1964 bis 1966 Forschungsassistent bei Theodor Scharmann an der Wirtschafts- und Sozialwissenschaftlichen Fakultät der Universität Erlangen-Nürnberg in Nürnberg. Er promovierte dort 1967 mit einer Dissertation zum Thema „Selbsteinschätzung und Idealeinschätzung junger Arbeiter als Gegenstand sozialpsychologischer Verhaltensforschung“. Ab 1966 war er Assistent bei Theodor Scharmann an der Hochschule für Sozial- und Wirtschaftswissenschaften in Linz/Donau (Österreich), später Johannes-Kepler-Universität. 1972 Habilitation für Psychologie in Linz mit einer Schrift zum Thema „Selbstkonzept und Identität“. Er wurde 1972 zum Hochschuldozenten in Linz, 1973 zum Wissenschaftlichen Rat und Professor an der Pädagogischen Hochschule, Abteilung Rheinland,  und 1974 zum o. Professor der Pädagogischen Hochschule Rheinland, Abteilung Bonn ernannt. Seit 1990 war er Mitglied der Philosophischen Fakultät und Mitglied des Psychologischen Instituts (seit 2005 Institut für Psychologie) der Universität Bonn. Seit dem Sommersemester 2002 beteiligte er sich am Studiengang Sozialmanagement des Instituts für interdisziplinäre und angewandte Diakoniewissenschaft an der Universität Bonn.  Auch nach seiner Emeritierung im Jahr 2003 ist Walter Neubauer mit Arbeiten zur Führung und Konfliktverhalten aktiv geblieben.

## Publikationen
- W. Neubauer: Zur Organisationskultur der Telefonseelsorge. In: E. Hauschildt, B. D. Blömeke (Hrsg.): Telefonseelsorge interdisziplinär. Vandenhoeck & Ruprecht, Göttingen 2016, S. 313–318.
- W. Fürst, W. Neubauer (Hrsg.): Theologiestudierende im Berufswahlprozess. Erträge eines interdisziplinären Forschungsprojektes in Kooperation von Pastoraltheologie und Berufspsychologie. LIT-Verlag, Münster 2001.
- W. Neubauer: Organisationskultur. Kohlhammer, Stuttgart 2003.
- W. Neubauer, B. Rosemann: Führung, Macht, Vertrauen. Kohlhammer, Stuttgart 2006.
- W. Neubauer, H. Gampe, R. Krapp (Hrsg.): Konflikte in der Schule. Möglichkeiten und Grenzen kooperativer Entscheidungsfindung. Luchterhand, Neuwied/ Darmstadt 1981. (4. Aufl. 1992)
- W. Neubauer: Sozialpsychologie junger Angestellter. Springer, Wien/ New York 1972.